# Euro au Luxembourg
- États membres de la zone euro : 20 pays (Allemagne, Autriche, Belgique, Chypre, Croatie, Espagne, Estonie, Finlande, France, Grèce, Irlande, Italie, Lettonie, Lituanie, Luxembourg, Malte, Pays-Bas, Portugal, Slovaquie, Slovénie)
- Micro-États non membres de l'UE utilisant l'euro avec l'accord de l'UE : 4 pays (Andorre, Monaco, Saint-Marin et Vatican)
- États non membres de l'UE qui ont adopté l'euro unilatéralement : 2 pays (Kosovo et Monténégro)
- États membres de l'Union européenne (UE) qui ont rejoint le MCE II : 1 pays (Bulgarie)
- État membre de l'UE faisant partie du MCE II mais qui est exempté de l'obligation de rejoindre la zone euro (Danemark).
- États membres de l'UE qui ont l'obligation  de rejoindre la zone euro : 5 pays (Hongrie, Pologne, Roumanie, Suède et Tchéquie)

L'introduction de l'euro au Luxembourg a eu lieu le 1er janvier 1999 à la suite des décisions prises durant le Conseil européen du 3 mai 1998, en même temps que pour les dix autres premiers pays ayant adopté l'euro comme monnaie commune et sous forme scripturale (comptes bancaires, virements, chèques).
L'utilisation des billets et pièces entre en vigueur en même temps que pour ces autres pays et la Grèce, le 1er janvier 2002. L'adhésion du Luxembourg à la Communauté économique européenne remonte au 1er janvier 1958. Avant l’adoption de l’euro, la monnaie luxembourgeoise était le franc luxembourgeois.

## Adhésion à la zone euro
En 1991, le sommet de Maastricht fixe les conditions d'accès à l'union monétaire européenne.
Le franc luxembourgeois (code ISO 4217 : LUF) devient une subdivision de la nouvelle monnaie européenne, l'euro (code EUR), le 1er janvier 1999, à raison de 1 EUR = 40,339 9 LUF .
À la suite de l’introduction des billets et des pièces en euro, une période transitoire de deux mois a été instaurée au Luxembourg, durant laquelle le franc luxembourgeois et l’euro ont circulé simultanément. Cette phase de double circulation a pris fin le 1er mars 2002, date à laquelle l’euro est devenu la seule monnaie ayant cours légal dans le pays.
Les pièces restaient toutefois échangeables à la Banque centrale du Luxembourg jusqu’au 31 décembre 2004 tandis que les billets restent échangeables sans limite de temps.

## Billets et pièces
Pour assurer une transition fluide à l’euro, la production de 46 millions de billets en euros et de 120 millions de pièces en euros a été garantie pour le Grand-Duché. Andrée Billon, directrice de la Banque centrale du Luxembourg (1999-2008), annonce le 3 juillet 2001 dans le cadre de la « campagne d’information Euro 2002 », que les accords avec l’imprimerie néerlandaise Johan Enschedé & Zonen (Haarlem) et l’imprimerie allemande Bundesdruckerei (Berlin) ont été conclus pour la fabrication des billets en euro. En outre, elle précise que la fabrication des pièces en euro a été commandée à la Monnaie royale des Pays-Bas.

## Opinion publique
Avant l’introduction officielle des billets et des pièces en euros, la population luxembourgeoise se montrait très favorable à l’adoption de cette nouvelle monnaie. L’Eurobaromètre (no 52) réalisé entre octobre et novembre 1999 a révélé que 79% de la population a voté en faveur de l’euro, tandis que 15% s’est prononcé contre son introduction. Cependant, à la suite de l'introduction de l’euro, 60% de la population luxembourgeoise a constaté un arrondissement des prix, notamment dans les supermarchés, les restaurants et d’autres prestataires de services, selon l’Eurobaromètre de mars-mai 2002 (no  57,1). En particulier, l’expression médiatisé allemande d’ « Euro = Teuro», dont la composition du mot euro et le mot allemand pour cher désigne l’hypothèse selon laquelle l’euro aurait fait augmenter les prix, a également circulé au Luxembourg. Le syndicat luxembourgeois OGBL utilise ce slogan dans un communiqué de presse en 2002 pour appliquer cette présomption au cas du Luxembourg. Dans ce contexte, l'OGBL a écrit une lettre au ministre luxembourgeois de l’Économie et des Transports Henri Grethen (1999 - 2004), demandant l’introduction des contrôles des prix ainsi que des sanctions pour les hausses de prix non justifiées. Le journal luxembourgeois, d’Lëtzebuerger Land, a réagi à cette position dans un article daté du 7 juin 2002. L’auteur affirme le fait que le Grand-Duché a été touché par une augmentation des prix, mais fait références à des phénomènes qui ont eu des conséquences sur la stabilité du prix indépendamment de l’introduction de l’euro, comme par exemple la libéralisation du prix du pain en novembre 2001.

### Référénces
1. ↑  « Conseil européen, 1998 »
2. ↑  « Taux de change franc luxembourgeois en euro »
3. ↑  Claude Kohnen, « Einführung des Euro Alles im Griff », Revue, no 20,‎ 16 mai 2001, p. 22 (lire en ligne)
4. ↑  « Der letzte Tag für den Luxemburger Franc », L'essentiel,‎ 28 février 2017 (lire en ligne)
5. ↑  (de) « Échange du franc luxembourgeois en euro » (consulté le 25 juillet 2025)
6. ↑  « 20e anniversaire de l’euro fiduciaire », sur Banque centrale du Luxembourg, 22 décembre 2021 (consulté le 20 novembre 2024)
7. 1 2  « Campagne d’information euro 2002 – Allocution de Mme Andrée Billon », sur Banque centrale du Luxembourg (consulté le 20 novembre 2024)
8. ↑  Service Information et Presse, Ministère des Finances, Banque centrale du Luxembourg, à propos … du Luxembourg et de l’euro, Luxembourg, Imprimerie centrale S.A, juin 2000 (lire en ligne), p. 11
9. ↑  Service Information et Presse, Ministère des Finances, Banques centrale du Luxembourg, à propos … du Luxembourg et de l’euro, juin 2000 (lire en ligne), p. 11
10. ↑  Peter Feist, « Teuro auch ohne Euro », d'Lëtzebuerger Land, no 23,‎ 7 juin 2002, p. 8 (lire en ligne)
11. ↑  « ,,Teuro’’ ist das Wort des Jahres 2002 », sur Welt, 20 décembre 2002 (consulté le 21 novembre 2024)
12. ↑  OGBL, « Zukunftskonvent. Wir wollen unsere Zukunft mitbestimmen », Aktuell - Monatszeitschrift des OGBL, no 6,‎ juin 2002, p. 5,6 (lire en ligne)
13. ↑  OGBL, « Zukunftskonvent. Wir wollen unsere Zukunft mitbestimmen », Aktuell – Monatszeitschrift des OGBL, no 6,‎ juin 2002, p. 6 (lire en ligne)
14. ↑  Peter Feist, « Teuro auch ohne Euro », D'Lëtzebuerger Land, no 23,‎ 7 juin 2002, p. 8-9 (lire en ligne)
15. ↑  Peter Feist, « Teuro auch ohne Euro », D'Lëtzebuerger Land, no 23,‎ 7 juin 2002, p. 8 (lire en ligne)